# Wildeshausen
Wildeshausen és un municipi situat al districte d'Oldenburg, a l'estat federat de Baixa Saxònia (Alemanya). La seva població a finals de 2016 era d'uns 19.400 habitants.
Està situat a poca distància a l'oest de la ciutat de Bremen.